# 莫拉 (托莱多省)
莫拉，是西班牙卡斯蒂利亚-拉曼恰托莱多省的一个市镇。总面积169平方公里，总人口9485人（2001年），人口密度56人/平方公里。